# Dendrobium inflatum
Dendrobium inflatum är en orkidéart som beskrevs av Robert Allen Rolfe. Dendrobium inflatum ingår i släktet Dendrobium, och familjen orkidéer. Inga underarter finns listade i Catalogue of Life.